# Zooropa (canción)
"Zooropa" (zuː'roʊpə) es una canción de la banda irlandesa de rock U2. Se trata de un tema relativamente largo en duración, y es el que abre el octavo álbum de estudio del grupo, de título homónimo (Zooropa) y publicado en 1993, en mitad del ZooTV Tour. "Zooropa" es el resultado de la fusión las palabras "Zoo" y "Europa". A pesar de no constituir un sencillo, en los Estados Unidos y México se lanzó una grabación promocional que incluso llegó a entrar en dos charts. Debido a su complejidad acústica y compositiva, ha sido pocas veces interpretado en directo.
La grabación de la canción recibió en su mayoría una recepción positiva de los críticos, quienes la elogiaron como la canción de apertura del álbum.

## Trasfondo y grabación

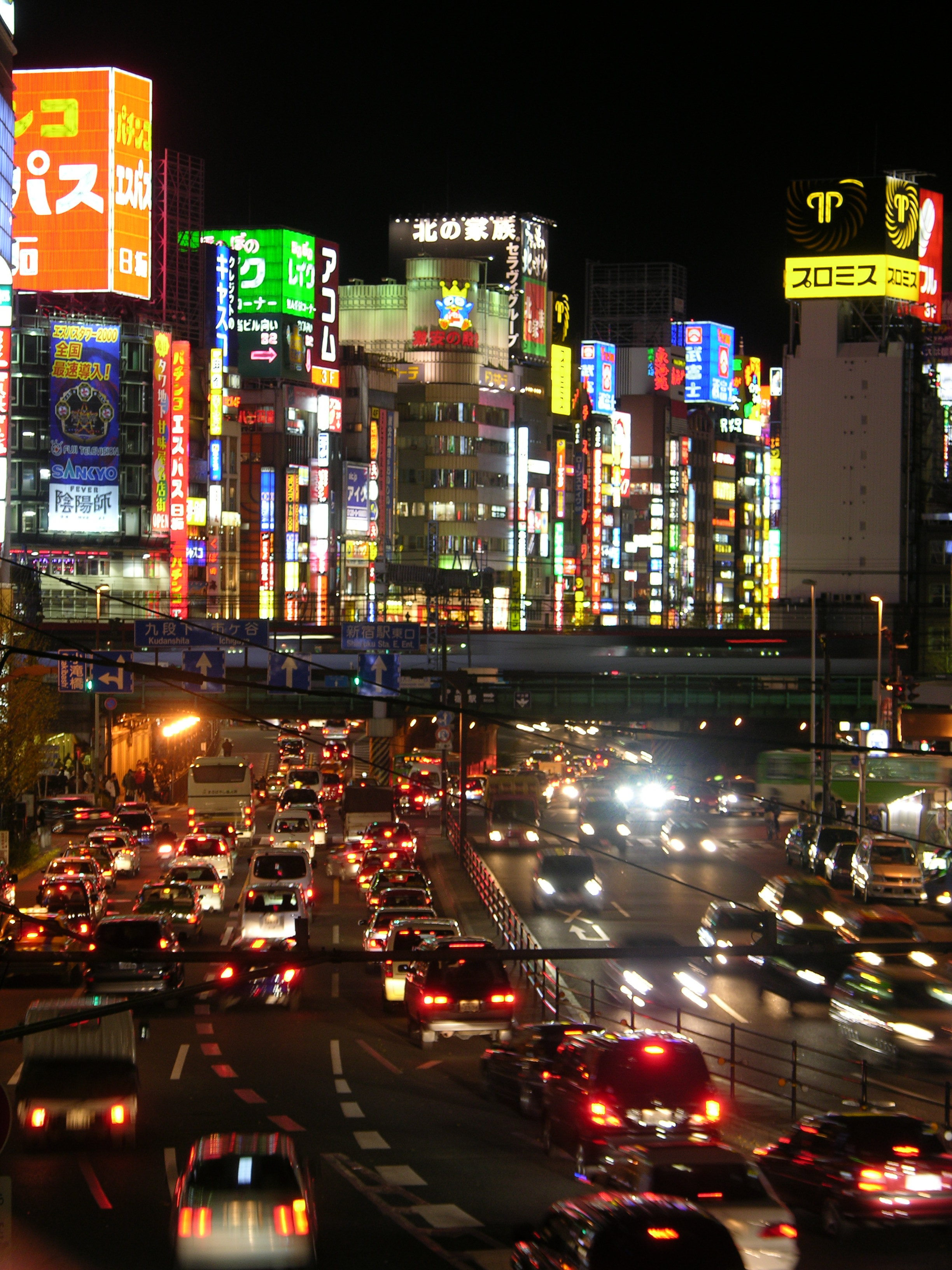
"Fue un intento de recrear más un mundo que una canción, y se trataba de un mundo hermoso. (...) La introducción es el equivalente sonoro de los efectos visuales de Blade Runner. Si cierras los ojos, puedes ver el neón, las pantallas gigantes de LED, los efímeros anuncios" - Bono, U2 By U2 2006

Durante el Zoo TV Tour de 1992, U2 trató de recrear una visión futurista de Europa que fuera esperanzadora, pero en la que concurrían elementos que contrataban fuertemente, como la caída del muro de Berlín, la consolidación de la Unión Europea, la brutalidad de la guerra de Bosnia y las revoluciones de 1989. Todo ello quedaba plasmado en un lugar ficticio llamado "Zooropa".
Bono y The Edge habían estado leyendo obras de William Gibson, quien recreó un ambiente urbano futurista que llamó "The Sprawl". Ello influyó en la composición de la textura musical de la canción.
El tema fue compuesto y grabado entre las mangas americana y europea del Zoo TV Tour, entre marzo y mayo de 1993.  "Zooropa" comienza su desarrollo después de que The Edge hubiera estado escuchando grabaciones en casete de ensayos de la banda para el tour. Junto al ingeniero de sonido del álbum, Joe O'Herlihy, The Edge editó las mejores partes de estas grabaciones para crear un arreglo musical que sirviera como trasfondo. La introducción fue grabada aparte del resto de la canción, partiendo de una jam session en el estudio. El bajo en esta parte fue compuesto e interpretado por el batería del grupo, Larry Mullen, Jr., mientras The Edge trabajaba sobre los riffs de guitarra.

## Composición y temática
"Zooropa" comienza con una introducción de dos minutos, en la que se mezclan los acordes con una mezcla de voces casi indescifrables procedentes de señales de radio. Entre ellas se incluye la frase "peace talks" (la paz habla) pronunciada por George H. W. Bush, que en las notas del álbum se adjudica a "courtesy of the advertising world" (por cortesía del mundo de los anuncios). Sobre las voces se oye el sonido suave de un piano y las notas del bajo que van aumentando en cada pulsación. En el minuto 1:30, el volumen de las voces sube de modo repentino y la parte del bajo cambia. Tras 15 segundos, la introducción va decayendo mientras va entrando un riff de guitarra con efectos delay y wah-wah, hasta que suena sólo éste antes de que en el minuto 2:03 entren el bajo y la percusión. Esto es seguido por voces que repiten "What do you want?" y "Qu'est-ce que tu veux?" (¿Qué quieres?), y "De quoi as-tu peur?" ("¿De qué tienes miedo?"). En respuesta a estas preguntas, los tres primeros versos de la canción devuelven eslóganes publicitarios, tras lo cual, paran todos los instrumentos salvo la guitarra y la música retorna a un sonido similar al de la introducción. Irrumpe el sonido de un sintetizador que hace de puente entre esta parte de la composición y la siguiente, de textura distinta (aunque guardando la unidad total de la pieza), en la que el bajo y la percusión reaparecen con un tempo creciente.
El tema de la confusión moral y la incertidumbre están presentes a lo largo de las letras. Establece un paralelismo entre esta situación y la confusión que produce el exceso de mensajes procedentes de anuncios y luces de neón en una ciudad moderna. Los eslóganes de los primeros versos comienzan con el "Vorsprung durch Technik" ("Adelanto a través de la tecnología") de Audi.
Tras esos versos, la letra continúa con "and I have no compass, and I have no map" y "No reason to get back" (...y no tengo brújula, ni mapa, ni razones para volver atrás"), que parecen referirse tanto a la situación histórica como al momento por el que pasaba la banda en busca de nuevos sonidos para sus composiciones. El siguiente verso, "And I have no religion", se refiere a una opinión que expresó Bono acerca de que la "religión es el enemigo de Dios". El tema de la confusión moral ya había sido explorado por U2 en la canción "Acrobat" del álbum Achtung Baby. La coda de "Zooropa" incluye el verso "dream out loud" que hace referencia a ese tema, y que había sido usada por Bono por primera vez durante el Lovetown Tour en 1989, apareciendo desde entonces varias veces en los trabajos de U2.

## Lanzamiento y rendimiento gráfico
"Zooropa" fue la canción de apertura del álbum homónimo, y Island Records distribuyó grabaciones promocionales (promociones) de la canción en los Estados Unidos y México. La promoción estadounidense presenta una versión editada de la canción que se desvanece en el primer riff de guitarra (eliminando la introducción), y la promoción de México presenta la versión del álbum de la canción, junto con "Numb" como segunda pista. La portada de la promoción de México presenta el mismo logotipo de la portada del álbum de Zooropa: un boceto del círculo de estrellas de la Bandera de Europa con una figura "astrobaby" en el medio, basada en el "graffiti babyface" de Achtung Baby obra de arte del álbum. El logotipo representa una leyenda urbana sobre un cosmonauta soviético que quedó flotando en órbita durante semanas después del colapso de la Unión Soviética.
"Zooropa" fue una de las cuatro canciones del álbum que se presentó en las listas de Billboard, y fue la única canción que no se lanzó como sencillo. El 24 de julio de 1993, apareció en la lista Album Rock Tracks en el número 26, y permaneció en la lista durante diez semanas, llegando finalmente al número ocho. "Zooropa" también apareció en la lista Modern Rock Tracks el 7 de agosto de 1993 en el número 28, y alcanzó su punto máximo en el número 13 durante sus ocho semanas en la lista.

## En directo
La canción fue interpretada en directo por el grupo en solo 3 conciertos del Zoo TV Tour, pertenecientes a la 4ª manga de la gira, en 1993. En esos conciertos, se reprodujeron clips de "Zooropa" durante el comienzo del espectáculo. Los clips incluían la letra "¿Qué quieres?" repitió dos veces, que se mostró en pantallas de video en varios idiomas, y se intercaló con una voz que decía "Es muy simple". Esta parte del segmento de apertura tenía la intención de crear confusión entre la audiencia con respecto al mensaje del programa y eventualmente conducir a una sobrecarga de información. U2 realizó "Zooropa" en vivo en tres conciertos consecutivos durante la cuarta etapa del Zoo TV Tour en 1993. Bono originalmente discutió cómo se tocaría la canción en vivo durante las sesiones de grabación del álbum, diciendo que los riffs de guitarra de The Edge pueden extenderse en concierto. La canción debutó en vivo en un concierto en Glasgow en agosto de 1993, y se realizó en el medio de la lista de canciones después de Numb. La versión en vivo fue mucho más corta que la versión del álbum, omitiendo la introducción del piano, así como los primeros tres versos, comenzando con la línea "I have no compass, and I have no map". U2 tuvo dificultades para interpretar la canción en vivo, lo que Bono reconoció a la audiencia después de su debut. Según el libro U2 Live: A Concert Documentary, la primera actuación de la canción sonó "temblorosa" y necesitaba más ensayo, aunque sus posteriores actuaciones en Zoo TV "sonaron mejor". Adam Clayton sugirió interpretar la canción como el primer show durante los ensayos para la quinta y última etapa de Zoomerang-New Zooland de la gira, pero no se volvió a tocar en la gira.
Después de Zoo TV, "Zooropa" no se realizó en vivo durante 18 años hasta que se tocó hacia el final de la gira U2 360° Tour, ya en 2011. Clayton dijo que agregar la canción a la lista de canciones de la gira fue "muy experimental" y que fue un "poco descarado" para presentar la gira, ya que la banda tenía poca experiencia al realizarla. La canción debutó en la gira el 10 de abril de 2011 en São Paulo, y fue ensayada en pruebas de sonido varios días antes. El regreso de la canción fue tan popular que la palabra "Zooropa" se convirtió en un tema de tendencia en Twitter durante la noche de su debut en la gira. "Zooropa" se realizó en los 26 conciertos restantes de la gira, además de un espectáculo privado en Denver. A partir de 2011, "Zooropa" se ha presentado en vivo en 31 espectáculos. Durante las presentaciones, la pantalla de video retráctil de 360 ° del escenario se expandiría por completo y U2 actuaría detrás de la pantalla cuando se hiciera cargo del escenario. El Edmonton Journal comentó que al esconderse de los fanáticos durante la presentación, la combinación de lemas publicitarios y luces parpadeantes "ayuda a retratar este mundo tipo Blade Runner del que U2 quiere que escapemos". Una grabación en vivo de "Zooropa" del 360° Tour fue presentado en el álbum exclusivo para miembros de U2.com, U22, tomado de la presentación en Baltimore el 22 de junio de 2011.
La canción no se realizó durante el primer tramo del Innocence + Experience Tour, pero en el primer espectáculo del tramo europeo en septiembre de 2015, se realizó una versión simplificada durante la segunda mitad del concierto. Esta interpretación de la canción carece de la introducción del piano y los primeros versos, sirviendo como un pasaje de Bullet the Blue Sky a Where the Streets Have No Name.

## Recepción

### Recepción de la crítica
David Sinclair de The Times y Anthony DeCurtis de Rolling Stone sintieron que "Zooropa" marcó el tono del álbum desde el principio. DeCurtis describió el canto y las letras de Bono como un "seductor mefistófeo". Allmusic comparó "Zooropa" con los himnos del álbum The Joshua Tree de U2, y David Browne de Entertainment Weekly describió la canción como "'Where the Streets Have No Name' transportada a la tierra del cyberpunk", comparando partes de la canción con los géneros de música techno y metálica. The Independent sintió que "Zooropa" era "una pieza en expansión de múltiples secciones que deriva de dos minutos de suave balbuceo de radio en una estructura de reverb-rock más familiar". Jon Pareles de The New York Times dijo que la canción recordaba las viejas canciones de U2, pero agregó nuevos elementos como voces distorsionadas y chillidos repetidos de guitarra. Daily Variety elogió la canción principal sobre el resto de las canciones del álbum, afirmando que era la única canción que "explora el tipo de rango melódico generalmente asociado con U2".

### Interpretaciones
Robert Vagacs, autor del libro Religious Nuts, Political Fanatics: U2 in Theological Perspective, describe la canción como la antimateria de "Where the Streets Have No Name", tanto en aspectos musicales como temáticos. Vagacs discute el concepto de Zooropa en detalle a lo largo del libro y se refiere a Zooropa como un "páramo" y una "distopía", debido a su falta de cumplimiento y certeza. También declara cómo la ubicación de estilo babilónico usa a sus semidioses para controlar a su gente a través del cientificismo, el tecnicismo y el economismo.  La canción final de Achtung Baby, "Love Is Blindness", se describe como "un puente interpretativo hacia la tierra de Zooropa", que Vagacs explica es el escenario del álbum, así como el escenario de las canciones del siguiente álbum de U2, Pop. "Beautiful Day", la canción de apertura del álbum 2000 de U2, All That You Can't Leave Behind, describe "un nuevo comienzo en Zooropa".
El uso de consignas de consumo como letras de canciones también fue comentado por varias fuentes. El crítico Perry Gettelman los interpretó como "significado del vacío de la vida moderna y sin Dios". Kieran Keohane de la Universidad de York declaró que las consignas en "Zooropa" debían expresar una forma de interpelación alienante, mientras que JD Considine de The Baltimore Sun se refirió a las consignas como una parodia del bombo económico utilizado para aprobar el Tratado de Maastricht, a través de la promesa de imposibilidades, como "Sé un ganador" y "Come para adelgazar".  El profesor de inglés Kurt Koenigsberger de la Universidad Case Western Reserve declaró que los anuncios de los consumidores constituyen Zooropa como un lugar "sardónicamente distópico". En el libro Reading Rock and Roll, Robyn Brothers dijo que la canción transmite una "sensación de confusión a raíz de una tecnología que se está acelerando más allá de nuestro control", mientras hace referencia a la letra "Escucho voces, voces ridículas / Estoy en la corriente ". Brothers también comparó la canción con "Acrobat", afirmando que ambas canciones hacen referencia a una respuesta a la incertidumbre y a un inevitable sentimiento de alienación.

### Legado
El productor de Zooropa, Flood, dijo que "Zooropa" era una de sus canciones favoritas en el álbum, junto con "Daddy's Gonna Pay for Your Crashed Car", "The First Time" y "Numb". Mullen sintió que la canción era "absolutamente fascinante". Tras el lanzamiento de "Zooropa", han aparecido referencias a la canción en escritos profesionales y en otros medios. El día del concierto de U2 en Sarajevo durante el PopMart Tour en 1997, el diseñador de escenarios Willie Williams escribió sobre despertarse ese día con "Zooropa" tocando en su cabeza y declaró que Sarajevo "es la ciudad de Zooropa, si alguna vez hubo uno ". José Manuel Barroso, presidente de la Comisión Europea, citó la letra de la canción en una conferencia de prensa de 2005 después de alistar a Bono en un esfuerzo por lograr que los gobiernos de la Unión Europea den más dinero a los países en desarrollo, y declaró que la letra inspiró un artículo que escribió sobre el futuro de Europa. Thomas Diez, del Instituto de Investigación de la Paz de Copenhague, hizo referencia a las letras de "Zooropa" en una reseña de un libro de 1999 sobre la historia de la Unión Europea; las letras también aparecieron en un diccionario alemán-inglés de 2005, en su lista para "Vorsprung durch Technik ".
El libro de Kurt Koenigsberger The Novel and the Menagerie menciona "Zooropa" en una sección que discute a Salman Rushdie y su aparición en el Zoo TV Tour. En 2008, la palabra "Zooropa" se usó en un libro de texto de finanzas internacionales como el nombre de una ciudad ficticia y genérica. El libro Religious Nuts, Political Fanatics enumera "Zooropa" como una de las 22 canciones de U2 para "escuchar recomendado".  Una crítica de 2009 del álbum de U2 No Line on the Horizon, MusicRadar describió la canción "Magnificent" como "'New Year's Day' cumple 'Zooropa'".

## Créditos
- Bono – voz
- The Edge – guitarra, piano, sintetizadores, coros
- Adam Clayton – bajo
- Larry Mullen, Jr. – batería, percusión, bajo[note 1]

Addicional
- Flood – mezcla
- Willie Mannion – asistente de mezcla
- Flood and Robbie Adams –  ingeniero de sonido
- Willie Mannion y Rob Kirwan – asistentes
- Brian Eno – sintetizadores
- Joe O'Herlihy

## Charts
| Chart (1993)                      | Position |
| --------------------------------- | -------- |
| US Album Rock Tracks (Billboard)  | 8        |
| US Modern Rock Tracks (Billboard) | 13       |